# 梅丸
梅丸（うめまる）は、神奈川県小田原市の市制施行50周年記念事業「ときめき小田原夢まつり」の公式キャラクター。

## 来歴
ときめき小田原夢まつりのキャラクターとして、1990年2月応募総数296点の中から6名の選考委員により「小田原らしさ」・「90年代によるあたらしさ」により審査投票され兵庫の羽山次郎のデザインが採用された。応募については、市内はもちろん、アメリカや中国からの出品もあった。名前は1990年4月に公募により梅丸と決められた。
ときめき小田原夢まつりは1990年4月から1991年11月までに行われ梅丸コンテストやおも城OASISが行われた。しかし、夢まつりの終了後は市役所の壁画やマンホール、かながわ西湘農業協同組合のみかん箱に使われる程度であった。
地元でも忘れ去られかけていた梅丸であるが、2013年になって守屋佑一をはじめとする地元の有志らが「早すぎたゆるキャラ」としてその存在に着目。地元を盛り上げるために復活運動を開始。そして2014年になって着ぐるみが完成し、4月に東京ソラマチで行われた小田原市のPRイベントで初登場（プレデビュー）となった。地元での本格的な登場は、5月の「小田原北條五代祭り」が初お披露目となった。10月には、小田原市のHPに観光PRキャラクター『梅丸』として、1990年当時にはなかった細かい設定が公表された。

## デザイン
デザインをした羽山次郎によると小田原市の特産品で市の花でもある梅を擬人化し、武者姿は小田原合戦400年を記念している。

## 参考資料
- 観光PRキャラクター『梅丸』　申請書等 小田原市　2014年10月30日
- 広報おだわら ときめき小田原夢まつり特集号 平成元年2月15日 発行
- 早すぎたゆるキャラ｢梅丸｣復活で地元をＰＲ タウンニュース小田原版2013年10月19日
- 小田原「北条五代」の魅力をアピール－キャラクター「梅丸」もソラマチに 小田原箱根経済新聞2014年4月17日